# Mitrephora caudata
Mitrephora caudata là một loài thực vật có hoa thuộc họ Annonaceae.
Nó là loài đặc hữu của Philippines.